# サーシャ・ドラクリッチ
サシャ・ドラクリッチ（セルビア語: Саша Дракулић, ラテン文字転写: Saša Drakulić、1972年8月28日 - ）は、セルビア（旧ユーゴスラビア）の元サッカー選手。ポジションはフォワード。
Kリーグ時代の登録名はシャシャ（ハングル: 샤샤）、Jリーグ時代の登録名はサーシャ。

## 経歴
レッドスター・ベオグラードから1995年にKリーグの釜山大宇ロイヤルズに移籍し、1998年途中に水原三星ブルーウィングスに移籍した。2000年2月にはJリーグの柏レイソルに移籍したが開幕前に骨折が判明し3月に朴建夏が短期移籍で水原三星から柏に加入したがその後もJリーグに適応できないまま結局2試合0得点に終わり5月に黄善洪との交換移籍で水原三星に復帰し7月には放出され、2001年に城南一和天馬に加入した。韓国では9シーズンで6回のKリーグ優勝を果たし優勝請負人と呼ばれた。その活躍によって城南一和時代には2002 FIFAワールドカップに向けて韓国代表入りが噂され帰化の意思を示していたが空港でフース・ヒディンク監督から代表に招集することはないと告げられた為に帰化することはなかった。

## エピソード
水原三星時代の1999年3月31日に富川SK戦で決勝ゴールをヘディングで決めた後にNATO（北大西洋条約機構）によるユーゴスラビア空爆（アライド・フォース作戦）に抗議してユニフォームをめくり「NATO STOP ASSAIL」（NATOは攻撃を止めろ）というアンダーシャツを見せ論争を起こした。また7ヶ月後の10月31日には釜山大宇と対戦したKリーグチャンピオンシップ決勝第2戦で延長前半8分に左からのクロスをヘディングで合わせゴールデンゴールを決めた。このゴールによって水原三星のKリーグ連覇が決定したが実際には左手でボールをゴールに叩き込んでいた為に今でも韓国ではディエゴ・マラドーナの伝説的ゴールになぞらえて神の手と呼ばれている。試合後のインタビューでは「何も分からない。触っていない、触っていない。もしかしたら手で触れられたかもしれないが主審はゴールを認めた、それはゴール。これで試合は終わり」と語ったがこの発言にサッカー界のみならず一般世論からも批判が集まり得点王とベストイレブンを受賞したにもかかわらずMVPを逃した（受賞したのは釜山大宇の安貞桓）。

## 個人成績
| 国内大会個人成績 | 国内大会個人成績 | 国内大会個人成績 | 国内大会個人成績 | 国内大会個人成績 | 国内大会個人成績 | 国内大会個人成績 | 国内大会個人成績 | 国内大会個人成績 | 国内大会個人成績 | 国内大会個人成績 | 国内大会個人成績 |
| 年度             | クラブ           | 背番号           | リーグ           | リーグ戦         | リーグ戦         | リーグ杯         | リーグ杯         | オープン杯       | オープン杯       | 期間通算         | 期間通算         |
| 年度             | クラブ           | 背番号           | リーグ           | 出場             | 得点             | 出場             | 得点             | 出場             | 得点             | 出場             | 得点             |
| 韓国             | 韓国             | 韓国             | 韓国             | リーグ戦         | リーグ戦         | リーグ杯         | リーグ杯         | FA杯             | FA杯             | 期間通算         | 期間通算         |
| ---------------- | ---------------- | ---------------- | ---------------- | ---------------- | ---------------- | ---------------- | ---------------- | ---------------- | ---------------- | ---------------- | ---------------- |
| 1995             | 釜山大宇         | 19               | Kリーグ          | 25               | 7                | 6                | 1                | -                | -                | 31               | 8                |
| 1996             | 釜山大宇         | 19               | Kリーグ          | 19               | 3                | 1                | 0                | 2                | 0                | 22               | 3                |
| 1997             | 釜山大宇         | 19               | Kリーグ          | 13               | 6                | 15               | 5                | 1                | 0                | 29               | 11               |
| 1998             | 釜山大宇         | 19               | Kリーグ          | 0                | 0                | 13               | 4                | 0                | 0                | 13               | 4                |
| 1998             | 水原三星         | 8                | Kリーグ          | 18               | 8                | 0                | 0                | 1                | 0                | 19               | 8                |
| 1999             | 水原三星         | 8                | Kリーグ          | 26               | 18               | 10               | 3                | 0                | 0                | 36               | 21               |
| 日本             | 日本             | 日本             | 日本             | リーグ戦         | リーグ戦         | リーグ杯         | リーグ杯         | 天皇杯           | 天皇杯           | 期間通算         | 期間通算         |
| 2000             | 柏               | 8                | J1               | 2                | 0                | 0                | 0                | 0                | 0                | 2                | 0                |
| 韓国             | 韓国             | 韓国             | 韓国             | リーグ戦         | リーグ戦         | リーグ杯         | リーグ杯         | FA杯             | FA杯             | 期間通算         | 期間通算         |
| 2000             | 水原三星         | 8                | Kリーグ          | 14               | 5                | 1                | 2                | 0                | 0                | 15               | 7                |
| 2001             | 城南一和         | 10               | Kリーグ          | 25               | 10               | 9                | 5                | 2                | 0                | 36               | 15               |
| 2002             | 城南一和         | 10               | Kリーグ          | 26               | 9                | 11               | 10               | 0                | 0                | 37               | 19               |
| 2003             | 城南一和         | 10               | Kリーグ          | 39               | 8                | -                | -                | 0                | 0                | 39               | 8                |
| 通算             | 韓国             | 韓国             | Kリーグ          | 205              | 74               | 66               | 30               | 6                | 0                | 277              | 104              |
| 通算             | 日本             | 日本             | J1               | 2                | 0                | 0                | 0                | 0                | 0                | 2                | 0                |
| 総通算           | 総通算           | 総通算           | 総通算           | 207              | 74               | 66               | 30               | 6                | 0                | 279              | 104              |

## タイトル

### 釜山大宇ロイヤルズ
- Kリーグ：1997
- 韓国リーグカップ：1997（アディダスカップ）, 1997（プロスペックカップ）

### 水原三星ブルーウィングス
- Kリーグ：1998, 1999
- 韓国リーグカップ：1999（アディダスカップ）, 1999（大韓火災カップ）
- 韓国スーパーカップ：1999

### 城南一和天馬
- Kリーグ：2001, 2002, 2003
- 韓国リーグカップ：2002（アディダスカップ）

### 個人タイトル
- Kリーグ得点王：1999
- Kリーグベストイレブン：1998, 1999